# 中里町
中里町（なかさとまち）は、青森県津軽半島の中央部に位置する北津軽郡の町であったが、2005年3月28日に小泊村と新設合併し、中泊町の一部となったため廃止された。

## 地理
面積の約62%が山林、約28%が平地。
- 山：中山峠、玉清水山、袴腰岳、横岳
- 河川：岩木川、鳥足沢、柏木沢、今泉川、鍋越沢、ササ沢、湯ノ沢、切明沢、母沢、相ノ股沢、倉ノ沢、中ノ股沢、薄市川、田ノ沢、鳥谷川、馬鹿川、西川、三本川、石川、尾別川、猪ヶ沢、馬坂沢、中里川、滝ノ沢、宮野沢川、苗代沢、母沢、衛門四郎沢、大石沢、新河
- 湖沼：十三湖、上高根溜池、大沢内溜池

### 隣接していた自治体
- 東側：東津軽郡蓬田村、蟹田町
- 西側：つがる市
- 南側：北津軽郡金木町
- 北側：北津軽郡市浦村

## 歴史
- 1889年（明治22年）4月1日 - 武田村・中里村・内潟村の3村が制定。
- 1941年（昭和16年）9月10日 - 町制施行し中里町となる。
- 1955年（昭和30年）3月1日 - 内潟村、武田村と合併する。
- 1966年（昭和41年）12月1日 - 境界変更。稲垣村大字下繁田の一部
- 2005年（平成17年）3月28日 - 小泊村との合併により中泊町となる。

## 地域

### 教育
学校教育
- 中里町立中里小学校
- 中里町立今泉小学校
- 中里町立武田小学校
- 中里町立薄市小学校
- 中里町立中里中学校
- 青森県立中里高等学校

学校教育以外の施設
- 中里職業能力開発校（認定職業訓練による職業訓練施設）

### 神社・寺院
- 稲荷神社
- 神明宮
- 中里八幡宮
- 胸肩神社
- 猿賀神社
- 弘誓寺
- 善導寺
- 光勝寺

## 産業
農業、林業の第一次産業が主。

## 交通

### 鉄道
- 津軽鉄道
  - 津軽鉄道線：大沢内駅 - 深郷田駅 - 津軽中里駅

### バス
- 弘南バス

### 道路
- 国道339号
- 青森県道12号鰺ケ沢蟹田線
- 青森県道102号大沢内停車場線
- 青森県道103号津軽中里停車場線
- 青森県道183号富野大沢内停車場線
- 青森県道189号富萢薄市線
- 青森県道197号神原中里線

## 名所・旧跡・観光スポット・祭事・催事
- 十三湖
- 不動の滝
- なかさとまつり（なにもささ踊り）
- 尾別牧場
- 大導寺牧場
- 滝ノ沢ふるさと砂防愛ランド
- 中里城跡史跡公園
- 津軽三十三観音霊場（14・15・16）
- 町立博物館
- 桜づつみ公園

## 出身有名人
- 井沼清七 - 陸上競技選手（短距離走、1928年アムステルダムオリンピック代表）。のち松坂屋常務。
- 源氏山頼五郎 - 元大相撲関脇
- 十三ノ浦金四郎 - 元大相撲前頭
- 津軽國芳隆 - 元大相撲十両
- 出羽の花義貴 - 元大相撲関脇
- 横山ひでき - ローカルタレント
- 米塚義定 - 柔道家・元オリンピックのアメリカ合衆国選手団柔道アメリカ代表監督